# Æren tabt alt tabt
Æren tabt alt tabt è un cortometraggio muto del 1907 diretto da Viggo Larsen.

## Produzione
Il film fu prodotto dalla Nordisk Film Kompagni.

## Distribuzione
In Danimarca, il film venne proiettato per la prima volta il 2 novembre 1907 al Kinografen di Copenaghen.